# کینگ ویلیام (ویرجینیا)
کینگ ویلیام (به انگلیسی: King William) یک منطقهٔ مسکونی در ایالات متحده آمریکا است که در شهرستان کینگ ویلیام، ویرجینیا واقع شده‌است. کینگ ویلیام ۱۶٬۳۳۴ نفر جمعیت دارد.